# Esterol

Colesterol.

Los esteroles son esteroides con 27 a 29 átomos de carbono. Su estructura química deriva del ciclopentanoperhidrofenantreno o esterano, una molécula de 17 carbonos formada por tres anillos hexagonales y uno pentagonal. En los esteroles, se añade una cadena lateral de 8 o más átomos de carbono en el carbono 17 y un grupo alcohol o hidroxilo (-OH) en el carbono 3.
Estas sustancias se encuentran en abundancia en los organismos vivos, sobre todo en animales y en algunas algas rojas. Son solubles en los disolventes orgánicos, y poseen un elevado punto de fusión.
La EFSA concluyó en 2012 que un consumo diario de 3 gramos de esteroles/estanoles (añadidos a productos como mayonesas, margarinas o yogures) consiguen reducir el colesterol LDL una media del 11.3 % en un plazo mínimo de 2 o 3 meses.

## Tipos de esteroles
Los esteroles son derivados del ciclopentanoperhidrofenantreno que se caracterizan por tener como función orgánica oxigenada el alcohol.
El esterol más común en los humanos y animales es el colesterol, que forma parte de las membranas de todas las células eucariotas y micoplasmas. Las plantas superiores contienen fitosterol que es en realidad una mezcla de composición variable de tres componentes: campesterol, sitosterol y estigmasterol.
Los hongos y levaduras contienen esteroles tipo ergosterol, que son precursores de la vitamina D, y por tanto es necesario ingerirlos en la dieta. Organismos marinos como las estrellas de mar contienen esteroles muy característicos con insaturaciones, por ejemplo en el carbono-7, en lugar del carbono-5 típico de los esteroles terrestres (plantas y animales).